# Anianský průliv

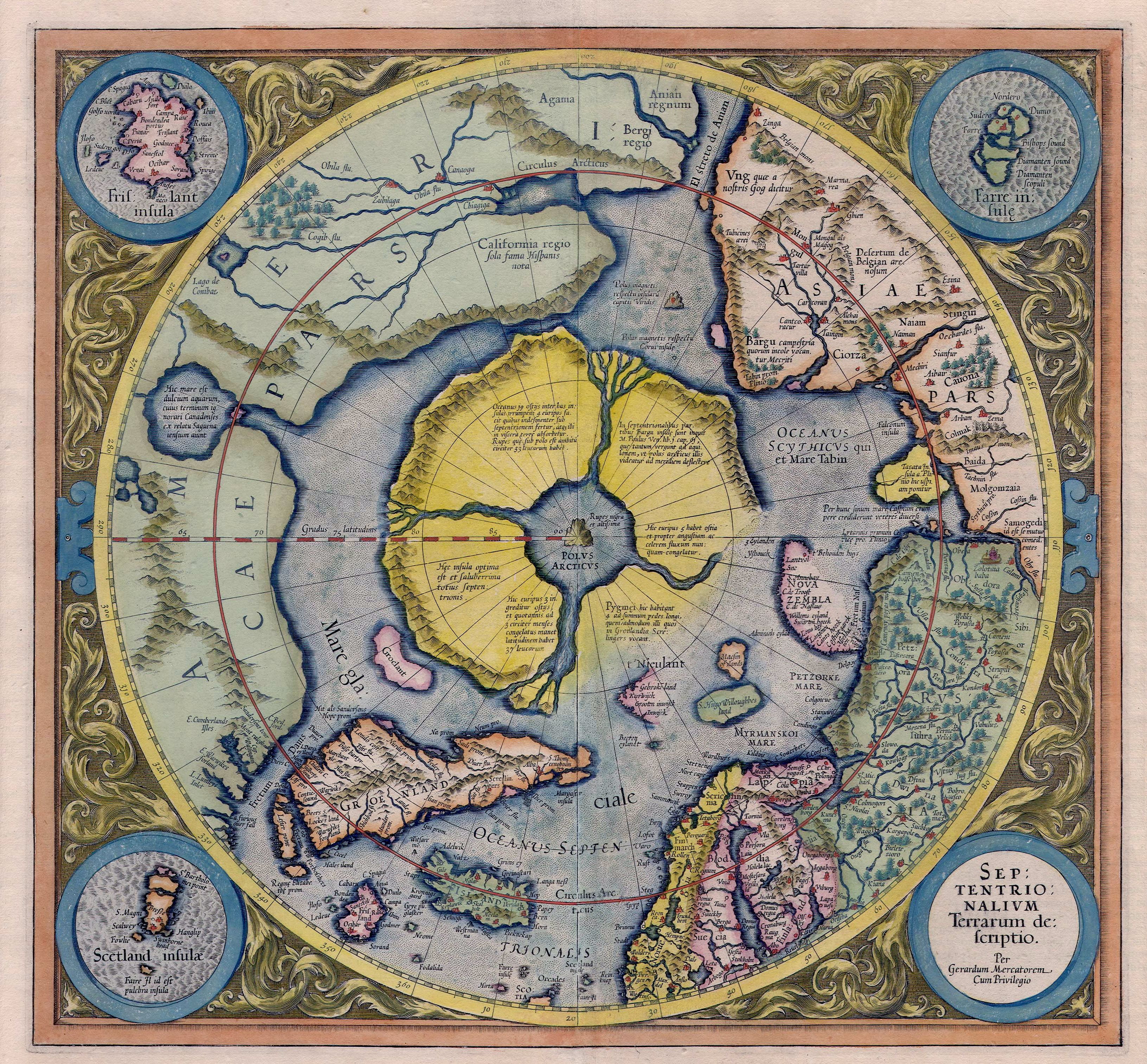
Mapa severního pólu od Gerharda Mercatora (1595). Vpravo nahoře je nakreslen Anianský průliv. Nalevo od něho, tedy na západě Severní Ameriky, je království Anian - Anian Regnum.

Anianský průliv (anglicky Strait of Anián)  byl polomýtický průliv, o kterém se věřilo, že odděluje Severní Ameriku od Asie. Skutečný průliv byl objeven v roce 1728 a byl pojmenován Beringův průliv.

## Etymologie
Benátský cestovatel Marco Polo se zmiňoval o zemi Ania neb Anian, která se měla nacházet na nejzazším severovýchodě Asie. Pozdějším italským učencům a podle nich i ostatním Evropanům se Polova slova zdála jako důkaz o průlivu mezi Amerikou a Asií.
Jméno Anian pravděpodobně skutečně patřilo úžině a to Tatarskému průlivu, který odděluje ostrov Sachalin od asijské pevniny a v Japonci ho nazývají Aniwa.

## Historie hledání

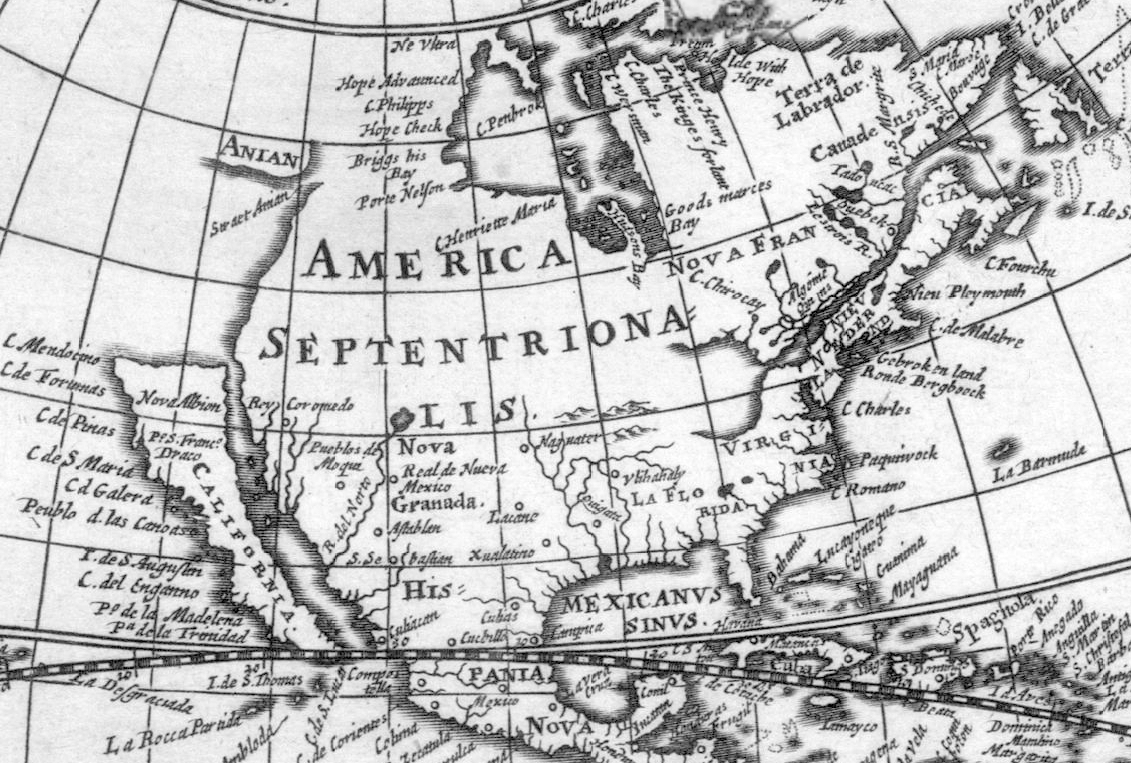
Průliv Anian na mapě od Huga Allarda (1685) naznačuje možnost průchodu přes Severní Ameriku do Hudsonova zálivu. Jižně od průlivu je ostrov Kalifornie, další kartografická chyba.

Italský kartograf Jacopo Gastaldi se jako první ve svém spise z roku 1562 zmiňuje o Anianském průlivu a uvádí, že cituje z popisného textu jedné z map Benátčana Matea Pagana, která se nedochovala. Ve stejném roce Benátčan Paolo Forlani uveřejnil svou mapu, kde je Amerika spojená s Asií, myšlenku o průlivu tedy ještě neznal. První mapa, která zobrazovala průliv Anian, byla nakreslena Benátčenem Bologninim Zaltierim v roce 1567.
Na následující dvě staletí se průliv Anian stal nedílnou součástí každé mapy. Země Anian, kterou Marco Polo situoval do Asie, byla z neznámých důvodů přesunuta východně od průlivu, tj. na severozápadní výběžek Ameriky. Země Anian byla uznána a zanesena na mapy severně od Quiviry všemi významnými kartografy té doby - Mercatorem, Orteliem a dalšími. Holandský kartograf Jodocus Hondius uveřejnil roku 1625 mapu, kde na severozápadní americké pobřeží umístil řeku Anian.
Několik století trvalo i neúspěšné hledání úžiny, která měla Asii oddělovat od Ameriky a být tak důležitou součástí tzv. Severozápadní cesty. Pátrali po ní John Cabot (1450–1499), Gaspar Corte-Real (1450–1501), Hernán Cortéz (1485–1547), Francisco de Ulloa († 1540) nebo Martin Frobisher (1535–1594). Jiní dokonce tvrdili, že ji našli. Španělský mořeplavec Lorenzo Ferrer Maldonado († 1625), který prý úžinou proplul v roce 1588, a řecký navigátor ve službách španělského krále Juan de Fuca (1536–1602), který tvrdil, že v roce 1592 plul podél západoamerického pobřeží, kde na 47° severní šířky objevil průliv Anian, proplul jím na východ a dostal se do Atlantiku.
V roce 1725 vyslal ruský car Petr I. Veliký dánského kapitána Vita Beringa (1681–1741), aby vyřešil problém existence Anianského průlivu. V roce 1728 Bering oznámil, že průliv skutečně existuje, car byl již mrtev a v Petrohradě nebyli přesvědčeni o pravdivosti objevu. Bering byl proto v roce 1741 vyslán na novou expedici, která definitivně potvrdila existenci průlivu mezi Amerikou a Asií. V říjnu 1778 se na ruském ostrově Unalaška setkal britský mořeplavec James Cook s ruským mořeplavcem Gerasimem Izmajlovem, navzájem si vyměnili mapy ruských a britských objevů z dané oblasti a Cook se tak dozvěděl o Beringově objevu průlivu a k jeho poctě ho pojmenoval Beringův průliv.

## V kultuře
- Průliv Anian je vyobrazen na mapě Brobdingnagu v klasickém románu Jonathana Swifta Gulliverovy cesty.
- V písni Když vposlouchám se do ticha od české skupiny Druhá tráva je zmiňován průliv Anian.